# Elatostema
Elatostema är ett släkte av nässelväxter. Elatostema ingår i familjen nässelväxter.

## Bildgalleri

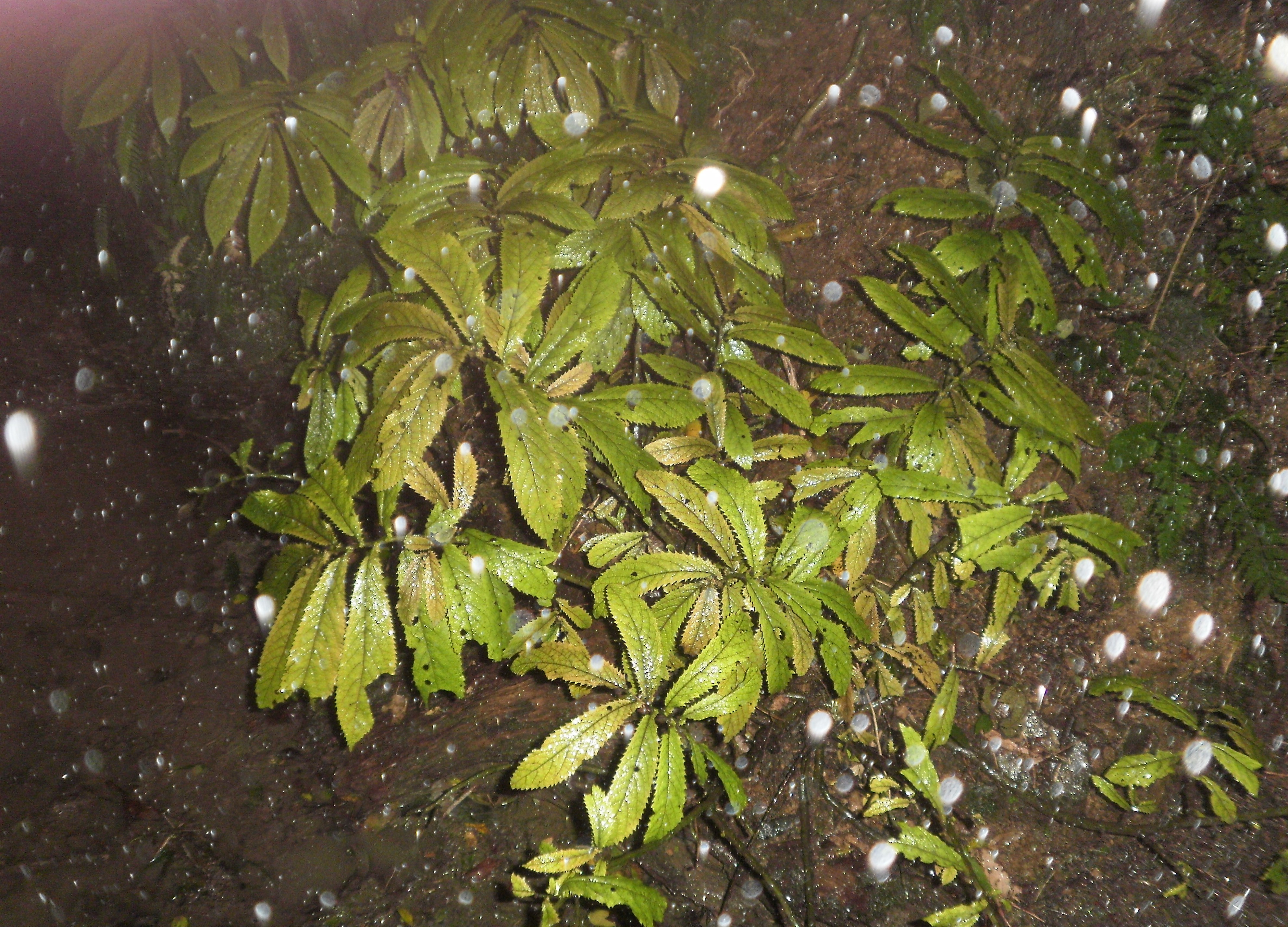
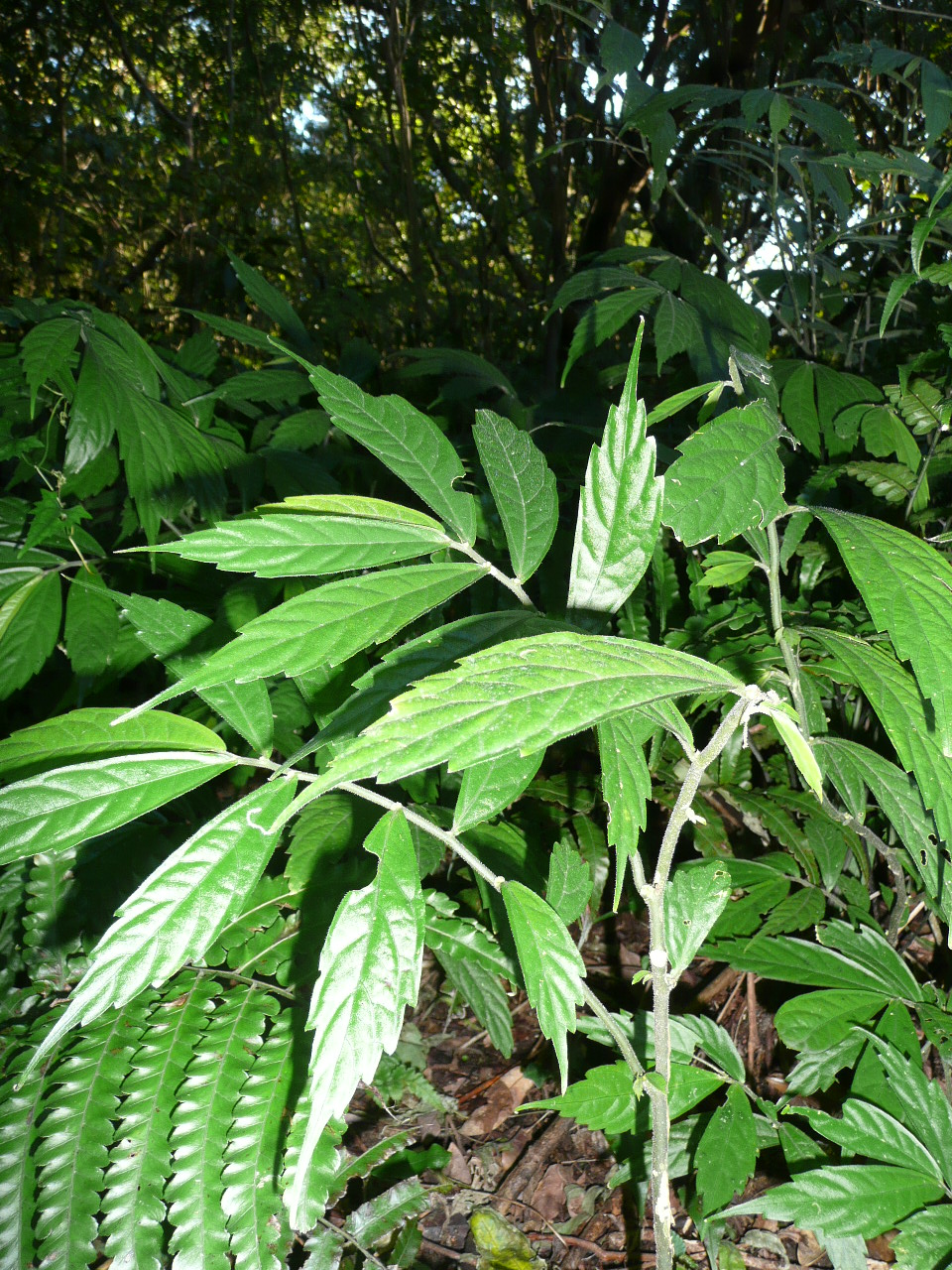
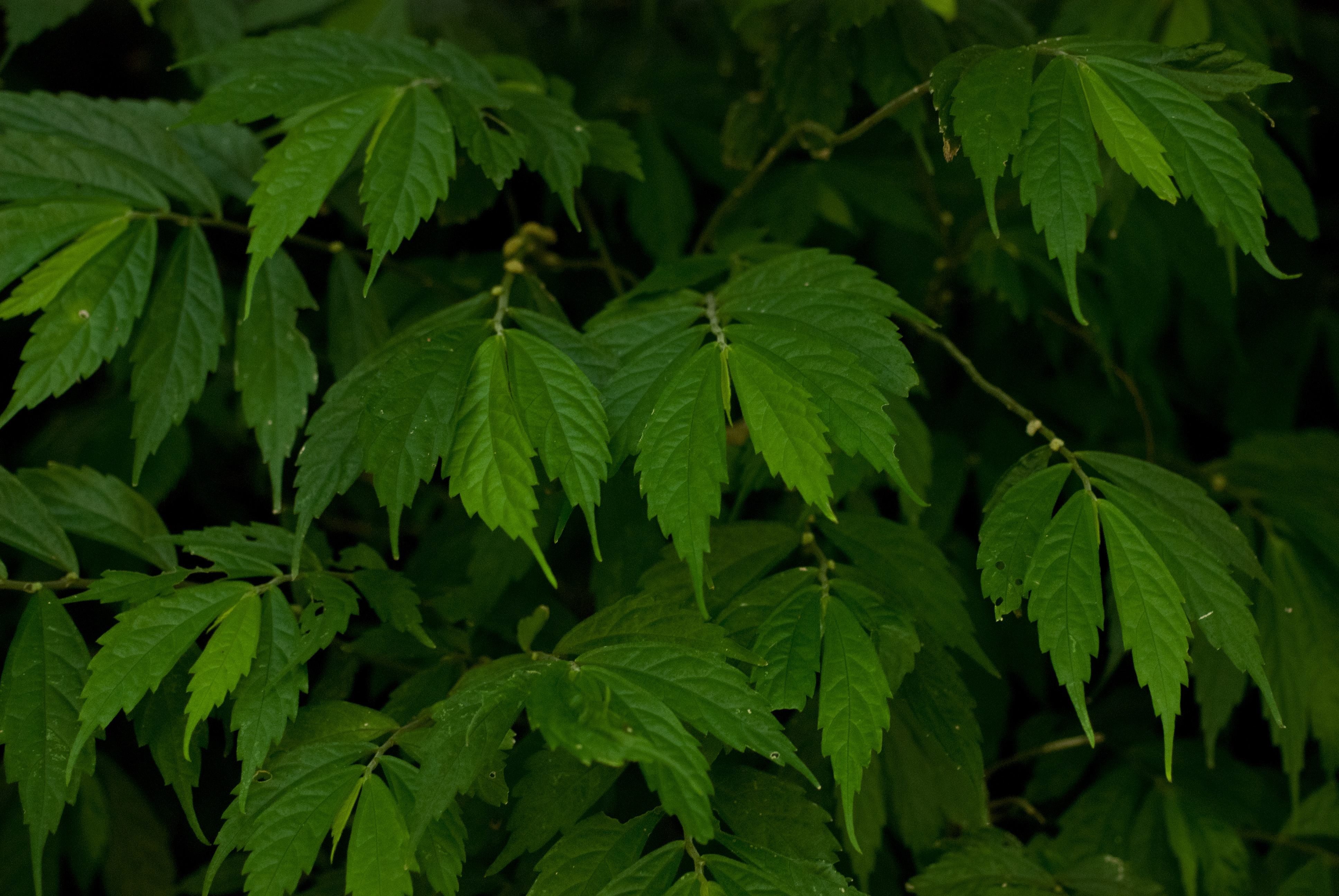
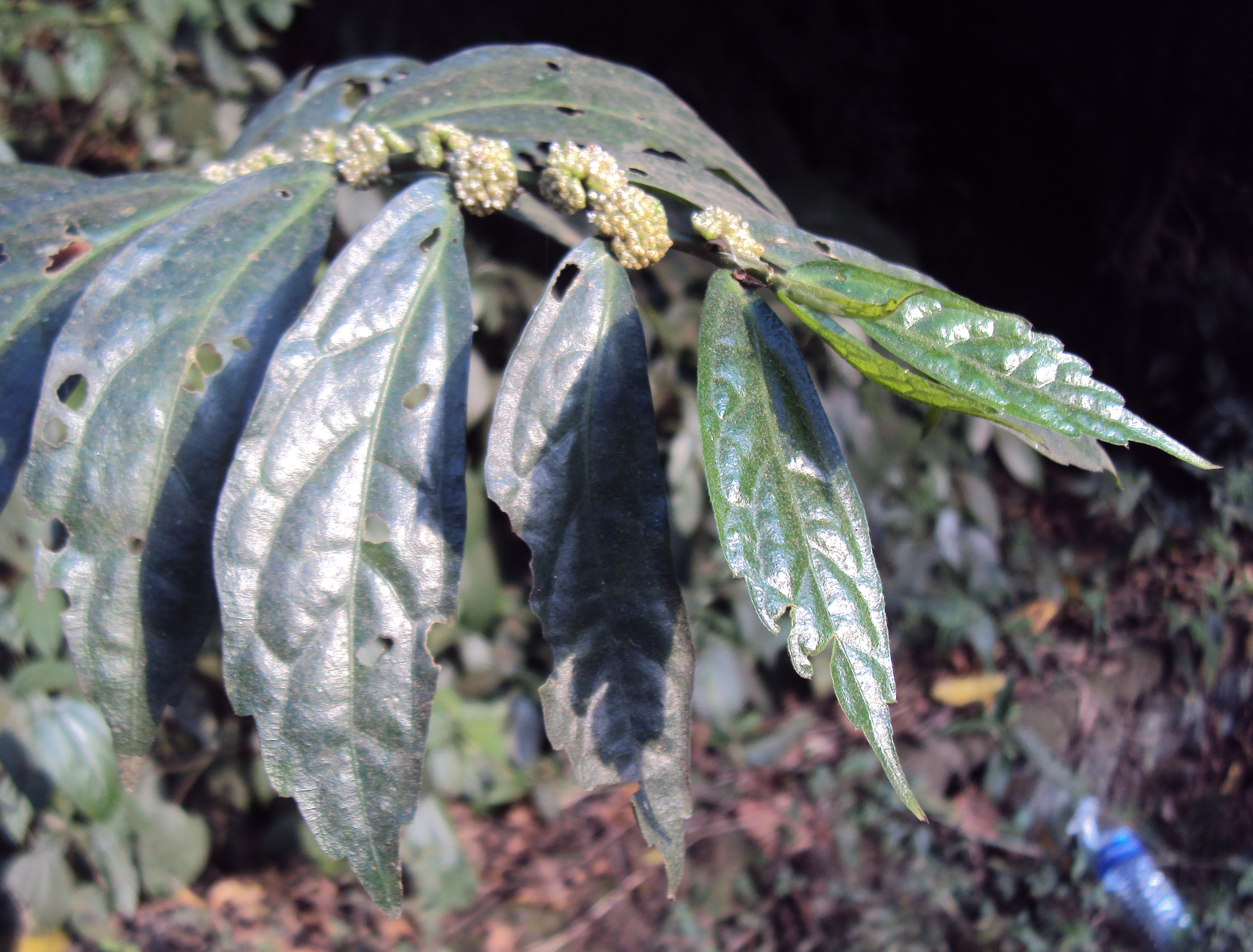
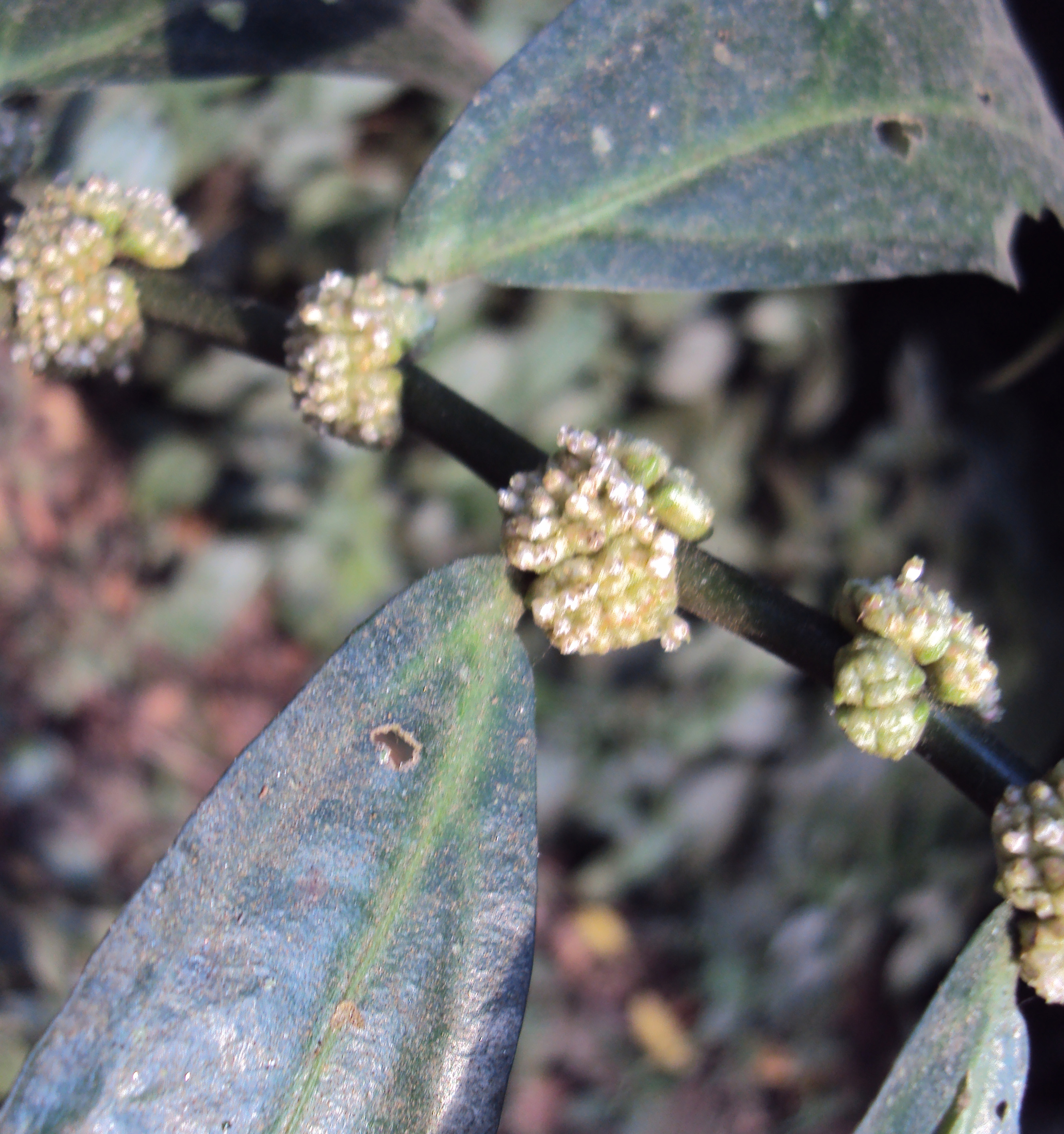
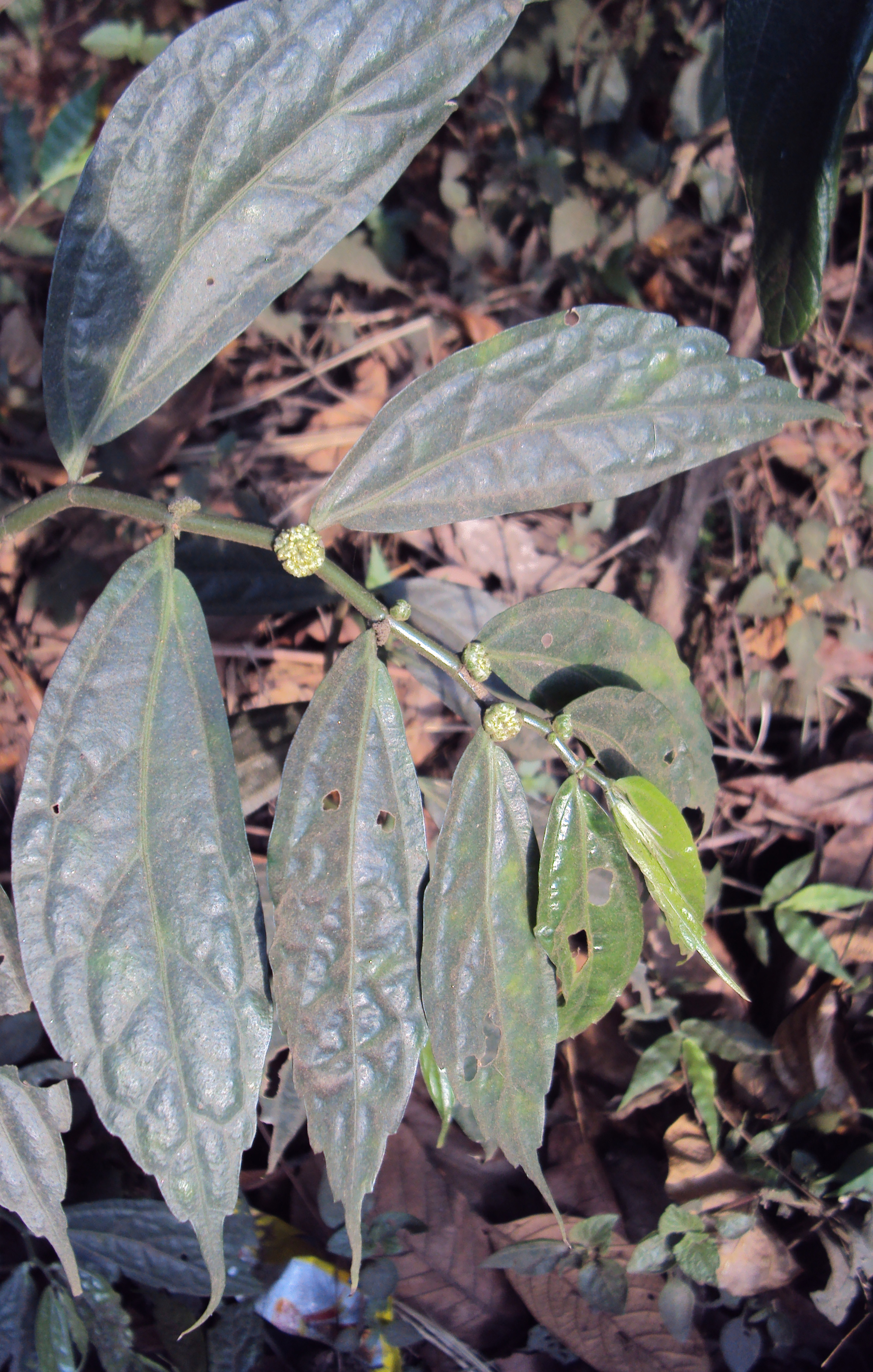

## Dottertaxa tillElatostema, i alfabetisk ordning[1]
- Elatostema abangense
- Elatostema acrophilum
- Elatostema actinotrichum
- Elatostema acuminatissimum
- Elatostema acuminatum
- Elatostema acuteserratum
- Elatostema acutitepalum
- Elatostema adenophorum
- Elatostema agusanense
- Elatostema albistipulum
- Elatostema albopilosoides
- Elatostema albopilosum
- Elatostema albovillosum
- Elatostema aliferum
- Elatostema alnifolium
- Elatostema ambiguum
- Elatostema androstachyum
- Elatostema angulaticaule
- Elatostema angulosum
- Elatostema angustatum
- Elatostema angustibracteum
- Elatostema angustifolium
- Elatostema angustitepalum
- Elatostema annulatum
- Elatostema antonii
- Elatostema apicicrassum
- Elatostema apoense
- Elatostema appendiculatum
- Elatostema arcuans
- Elatostema articulatum
- Elatostema asterocephalum
- Elatostema atropurpureum
- Elatostema atroviride
- Elatostema attenuatoides
- Elatostema attenuatum
- Elatostema auriculatifolium
- Elatostema auriculatum
- Elatostema australe
- Elatostema baiseense
- Elatostema balansae
- Elatostema bamaense
- Elatostema banahaense
- Elatostema barbarufa
- Elatostema barbatum
- Elatostema baruringense
- Elatostema basiandrum
- Elatostema baviense
- Elatostema beccarii
- Elatostema beibengense
- Elatostema belense
- Elatostema benguetense
- Elatostema bidiense
- Elatostema biglomeratum
- Elatostema binatum
- Elatostema binerve
- Elatostema blechnoides
- Elatostema boehmerioides
- Elatostema boholense
- Elatostema bojongense
- Elatostema bomiense
- Elatostema bontocense
- Elatostema borneense
- Elatostema brachyodontum
- Elatostema brachyurum
- Elatostema bracteosum
- Elatostema breviacuminatum
- Elatostema brevipedunculatum
- Elatostema brongniartianum
- Elatostema brunneinerve
- Elatostema brunneolum
- Elatostema brunonianum
- Elatostema buderi
- Elatostema bulbiferum
- Elatostema bulbothrix
- Elatostema bullatum
- Elatostema burmanicum
- Elatostema calcareum
- Elatostema calophyllum
- Elatostema capizense
- Elatostema catalonanum
- Elatostema catanduanense
- Elatostema cataractum
- Elatostema catubigense
- Elatostema caudatum
- Elatostema caudiculatum
- Elatostema celaticaule
- Elatostema celingense
- Elatostema cheirophyllum
- Elatostema cikaiense
- Elatostema ciliatum
- Elatostema clarkei
- Elatostema clemensii
- Elatostema colaniae
- Elatostema comptonioides
- Elatostema conduplicatum
- Elatostema contiguum
- Elatostema coriaceifolium
- Elatostema cornutum
- Elatostema crassiusculum
- Elatostema crenatum
- Elatostema crispulum
- Elatostema cucullatonaviculare
- Elatostema cultratum
- Elatostema cuneatum
- Elatostema cuneiforme
- Elatostema cupreoviride
- Elatostema cupulare
- Elatostema cuspidatum
- Elatostema cyrtandra
- Elatostema cyrtandrifolium
- Elatostema cyrtophyllum
- Elatostema dactylocephalum
- Elatostema dallasense
- Elatostema daxinense
- Elatostema decipiens
- Elatostema delicatulum
- Elatostema densistriolatum
- Elatostema densum
- Elatostema didymocephalum
- Elatostema dielsii
- Elatostema discolor
- Elatostema dissectoides
- Elatostema dissectum
- Elatostema divaricatum
- Elatostema diversilimbum
- Elatostema doormanianum
- Elatostema drepanophyllum
- Elatostema dulongense
- Elatostema duyunense
- Elatostema edanoi
- Elatostema elegans
- Elatostema ellipticum
- Elatostema elmeri
- Elatostema engleri
- Elatostema epallocaulum
- Elatostema erectum
- Elatostema eriocephalum
- Elatostema euphlebium
- Elatostema eurhynchum
- Elatostema fagifolium
- Elatostema falcatum
- Elatostema falcifolium
- Elatostema feddeanum
- Elatostema fengshanense
- Elatostema fenkolense
- Elatostema ferrugineum
- Elatostema ficoides
- Elatostema filicoides
- Elatostema filipes
- Elatostema flavovirens
- Elatostema flexuosum
- Elatostema flumineorupestre
- Elatostema fragile
- Elatostema fugongense
- Elatostema funingense
- Elatostema funkii
- Elatostema garrettii
- Elatostema gibbsiae
- Elatostema gillespiei
- Elatostema gitingense
- Elatostema glaberrimum
- Elatostema glabribracteum
- Elatostema glaucescens
- Elatostema glochidioides
- Elatostema glomeratum
- Elatostema goniocephalum
- Elatostema goudotianum
- Elatostema gracile
- Elatostema gracilifolium
- Elatostema gracilipes
- Elatostema graeffei
- Elatostema grande
- Elatostema grandidentatum
- Elatostema grandifolium
- Elatostema greenwoodii
- Elatostema griffithii
- Elatostema gueilinense
- Elatostema gungshanense
- Elatostema gyrocephalum
- Elatostema halconense
- Elatostema halophyllum
- Elatostema hanseatum
- Elatostema hastatum
- Elatostema hechiense
- Elatostema hekouense
- Elatostema heterocladum
- Elatostema heterogrammicum
- Elatostema heterophyllum
- Elatostema hezhouense
- Elatostema himantophyllum
- Elatostema hirtellipedunculatum
- Elatostema hirtellum
- Elatostema holophyllum
- Elatostema hookerianum
- Elatostema huanglianshanicum
- Elatostema huanjiangense
- Elatostema humblotii
- Elatostema humile
- Elatostema hymenophyllum
- Elatostema hypoglaucum
- Elatostema ichangense
- Elatostema imbricans
- Elatostema inaequifolium
- Elatostema inaequilobum
- Elatostema insulare
- Elatostema integrifolium
- Elatostema involucratum
- Elatostema iridense
- Elatostema jaheri
- Elatostema jianshanicum
- Elatostema jinpingense
- Elatostema junghuhnianum
- Elatostema kalingaense
- Elatostema kesselii
- Elatostema kinabaluense
- Elatostema kraemeri
- Elatostema krauseanum
- Elatostema kuchingense
- Elatostema kupeiense
- Elatostema kusaiense
- Elatostema laevicaule
- Elatostema laevissimum
- Elatostema lagunense
- Elatostema lanaense
- Elatostema lancifolium
- Elatostema lasiocephalum
- Elatostema lasioneurum
- Elatostema latistipulum
- Elatostema latitepalum
- Elatostema lauterbachii
- Elatostema laxicymosum
- Elatostema laxiflorum
- Elatostema laxisericeum
- Elatostema ledermannii
- Elatostema leucocephalum
- Elatostema liboense
- Elatostema lignescens
- Elatostema lignosum
- Elatostema lihengianum
- Elatostema lilyanum
- Elatostema lineare
- Elatostema lineolatum
- Elatostema lingelsheimii
- Elatostema lingua
- Elatostema lithoneurum
- Elatostema litseifolium
- Elatostema lonchophyllum
- Elatostema longibracteatum
- Elatostema longicaudatum
- Elatostema longicollum
- Elatostema longicuspe
- Elatostema longifolium
- Elatostema longipedunculatum
- Elatostema longipes
- Elatostema longirostre
- Elatostema longistipulum
- Elatostema longitepalum
- Elatostema luchunense
- Elatostema lui
- Elatostema lungzhouense
- Elatostema luoi
- Elatostema lushuiheense
- Elatostema lutescens
- Elatostema luxiense
- Elatostema luzonense
- Elatostema mabienense
- Elatostema macgregorii
- Elatostema machaerophyllum
- Elatostema macintyrei
- Elatostema macrophyllum
- Elatostema macropus
- Elatostema madagascariense
- Elatostema maguanense
- Elatostema malacotrichum
- Elatostema malipoense
- Elatostema manhaoense
- Elatostema manillense
- Elatostema mannii
- Elatostema maraiparaiense
- Elatostema mashanense
- Elatostema medogense
- Elatostema megacephalum
- Elatostema megaphyllum
- Elatostema melanophyllum
- Elatostema menglunense
- Elatostema microcarpum
- Elatostema microcephalanthum
- Elatostema microdontum
- Elatostema microphyllum
- Elatostema microprocris
- Elatostema microtrichum
- Elatostema mindanaense
- Elatostema minus
- Elatostema minutifurfuraceum
- Elatostema molle
- Elatostema monandrum
- Elatostema mongiensis
- Elatostema montanum
- Elatostema monticola
- Elatostema morobense
- Elatostema multicanaliculatum
- Elatostema multicaule
- Elatostema multinervium
- Elatostema myrtillus
- Elatostema nanchuanense
- Elatostema napoense
- Elatostema nasutum
- Elatostema nemorosum
- Elatostema neriifolium
- Elatostema nianbense
- Elatostema nigrescens
- Elatostema nigribracteatum
- Elatostema novoguineense
- Elatostema oblanceolatum
- Elatostema obliquifolium
- Elatostema oblongifolium
- Elatostema obovatum
- Elatostema obscurinerve
- Elatostema obtusidentatum
- Elatostema obtusiusculum
- Elatostema obtusum
- Elatostema oligophlebium
- Elatostema omeiense
- Elatostema oppositum
- Elatostema oreocnidioides
- Elatostema oxyodontum
- Elatostema pachyceras
- Elatostema paivaeanum
- Elatostema palawanense
- Elatostema palustre
- Elatostema panayense
- Elatostema papillosum
- Elatostema paracuminatum
- Elatostema parvioides
- Elatostema parvum
- Elatostema paucicystatum
- Elatostema paucifolium
- Elatostema paxii
- Elatostema pedicellatum
- Elatostema penibukanense
- Elatostema penninerve
- Elatostema peperomioides
- Elatostema pergameneum
- Elatostema perlongifolium
- Elatostema perpusillum
- Elatostema petelotii
- Elatostema petiolatum
- Elatostema phanerophlebium
- Elatostema philippinense
- Elatostema pianmaense
- Elatostema pilosum
- Elatostema pinnatinervium
- Elatostema pinnativenium
- Elatostema planinerve
- Elatostema platycarpum
- Elatostema platyceras
- Elatostema platyphyllum
- Elatostema pleiophlebium
- Elatostema plumbeum
- Elatostema podophyllum
- Elatostema polioneurum
- Elatostema polypodioides
- Elatostema polystachyoides
- Elatostema poteriifolium
- Elatostema procridioides
- Elatostema prunifolium
- Elatostema pseudobrachyodontum
- Elatostema pseudocuspidatum
- Elatostema pseudodissectum
- Elatostema pseudoficoides
- Elatostema pseudonasutum
- Elatostema pseudoplatyphyllum
- Elatostema pubipes
- Elatostema pulchellum
- Elatostema pulleanum
- Elatostema purpurascens
- Elatostema purpureum
- Elatostema pusillum
- Elatostema pycnodontum
- Elatostema raapii
- Elatostema ramosissimum
- Elatostema ramosum
- Elatostema ranongense
- Elatostema recticaudatum
- Elatostema recurviramum
- Elatostema reiterianum
- Elatostema reticulatum
- Elatostema retinervium
- Elatostema retrohirtum
- Elatostema retrorstrigulosum
- Elatostema rhizomatosum
- Elatostema rhombiforme
- Elatostema ridleyanum
- Elatostema rigidum
- Elatostema rivulare
- Elatostema robinsonii
- Elatostema robustipes
- Elatostema rostratum
- Elatostema rubrostipulatum
- Elatostema rudicaule
- Elatostema rugosum
- Elatostema rupestre
- Elatostema salomonense
- Elatostema salvinioides
- Elatostema samarense
- Elatostema samoense
- Elatostema scabriusculum
- Elatostema scapigerum
- Elatostema scaposum
- Elatostema schizocephalum
- Elatostema schroeteri
- Elatostema seemannianum
- Elatostema septemflorum
- Elatostema serpentinicola
- Elatostema serra
- Elatostema serratifolium
- Elatostema sessile
- Elatostema setulosum
- Elatostema sexcostatum
- Elatostema shanglinense
- Elatostema shuii
- Elatostema sikkimense
- Elatostema simplicissimum
- Elatostema simulans
- Elatostema sinense
- Elatostema sinopurpureum
- Elatostema sinuatum
- Elatostema smilacinum
- Elatostema sorsogonense
- Elatostema spinulosum
- Elatostema stellatum
- Elatostema stenocarpum
- Elatostema stenophyllum
- Elatostema stewardii
- Elatostema stigmatosum
- Elatostema stipitatum
- Elatostema stoloniforme
- Elatostema strictum
- Elatostema strigillosum
- Elatostema strigosum
- Elatostema strigulosum
- Elatostema subcoriaceum
- Elatostema subcuspidatum
- Elatostema subfavosum
- Elatostema subincisum
- Elatostema subintegrum
- Elatostema sublaxum
- Elatostema sublignosum
- Elatostema sublineare
- Elatostema suborbiculare
- Elatostema subpenninerve
- Elatostema subscabrum
- Elatostema subtrichotomum
- Elatostema subvillosum
- Elatostema sukungianum
- Elatostema surigaoense
- Elatostema suzukii
- Elatostema sylvanum
- Elatostema taquetii
- Elatostema tenellum
- Elatostema tenuicaudatoides
- Elatostema tenuicaudatum
- Elatostema tenuicaule
- Elatostema tenuicornutum
- Elatostema tenuifolium
- Elatostema tenuinerve
- Elatostema tenuireceptaculum
- Elatostema tenuistipulatum
- Elatostema tenumpokense
- Elatostema tetratepalum
- Elatostema thalictroides
- Elatostema tianeense
- Elatostema tianlinense
- Elatostema tomentosum
- Elatostema tricaule
- Elatostema trichanthum
- Elatostema trichocarpum
- Elatostema trichomanes
- Elatostema trichotomum
- Elatostema tricuspe
- Elatostema tridens
- Elatostema truncicolum
- Elatostema tutuilense
- Elatostema umbrinum
- Elatostema urvilleanum
- Elatostema utakwaense
- Elatostema walkerae
- Elatostema wangii
- Elatostema variabile
- Elatostema variegatum
- Elatostema variolaminosum
- Elatostema velutinicaule
- Elatostema welwitschii
- Elatostema wenxienense
- Elatostema wenzelii
- Elatostema whartonense
- Elatostema whitfordii
- Elatostema vicinum
- Elatostema vietnamense
- Elatostema wightii
- Elatostema villosum
- Elatostema winkleri-huberti
- Elatostema viridescens
- Elatostema viridissimum
- Elatostema vitiense
- Elatostema volubile
- Elatostema xanthophyllum
- Elatostema xanthotrichum
- Elatostema xichouense
- Elatostema yachense
- Elatostema yakushimense
- Elatostema yangbiense
- Elatostema yaoshanense
- Elatostema yenii
- Elatostema yonakuniense
- Elatostema youyangense
- Elatostema yulense
- Elatostema yungshunense
- Elatostema zamboangense